# FU JI KO
FU JI KO（フジコ）は日本のバンド。2006年1月結成。2007年9月解散。

## メンバー

### オリジナルメンバー
- TAMAMIZU （たまみず 1月13日 - ） : ボーカル、京都府出身、B型。
- 太三 （たいぞう 2月16日 - ） : ギター、B型。
- 恩田快人 （おんだ よしひと 12月13日 - ） : ベース、兵庫県出身、A型。
- 鎌田雅人 （かまた まさと 2月7日 - ）: キーボード、茨城県出身、B型。
- 荒木現 （あらき げん 1月29日 - ）: ドラムス、O型。

### サポートメンバー
- 宮永治郎 （みやなが じろう 10月1日 - ）: ギター、千葉県出身、AB型。
- MORRISSEY （モリッシー 10月3日 - ）: ベース、三重県出身、B型。
- HIROSHI （ヒロシ 9月18日 - ） : ドラムス、岡山県出身、A型。

## 概要
元CASCADEのTAMAMIZUを中心に、音楽プロデューサーの鎌田雅人や元JUDY AND MARYの恩田快人など個性豊かなメンバーが集まって結成された。主に東京や大阪のライブハウスで活動。サポートメンバーとして元CASCADEのHIROSHIが参加し、CASCADE時代の楽曲を披露することもあった。
しかし後期には、メンバーのスケジュールを調整することが困難となったことで活動休止期間が続き、解散へと至った。

## 来歴
- 2006年1月15日、FU JI KO結成。
- 2006年6月21日、1stアルバム『浮気なサファイア』をリリース。
- 2006年9月、太三が自身の音楽追求のため脱退。
- 2007年9月、正式に解散を発表。

## ディスコグラフィー

### アルバム
1. 浮気なサファイア （2006年6月21日）